# Roy Roger's
Roy Roger's è un marchio di abbigliamento italiano, celebre come primo produttore di blue jeans nella storia del paese, fondato nel 1949 da Francesco e Mario Bacci.
Il marchio è distribuito dall'azienda Manifatture 7 Bell di Campi Bisenzio, fondata in quegli anni.

## Storia
I primi capi prodotti a marchio Roy Roger’s erano abiti e pantaloni da lavoro in cotone e gabardine molto rigidi e resistenti, fatti per resistere all’usura.
Nel 1952, Francesco Bacci ispirato dallo stile di vita americano, decide di andare negli Stati Uniti e lì stipula una partnership con la Cone Mills Corporation. Roy Roger’s diventa così produttrice del primo blue-jeans made in Italy con denim statunitense.
I jeans Roy Roger's divennero celebri per le caratteristiche 5 tasche, e per la cerniera lampo sulle tasche posteriori che serviva per proteggere i documenti durante il lavoro, e anche per la famosa “pocket money”, piccola tasca sul davanti per gli spiccioli; questo tipo di tasca è stata poi brevettata e depositata negli anni cinquanta.
Gli anni sessanta e settanta sono gli anni che vedono diventare ll jeans Roy Roger’s un vero e proprio capo cult.
Negli anni 2000 Fulvio Biondi, genero del fondatore, subentra come presidente dell’azienda insieme alla moglie e ai figli. L'azienda è poi guidata dalla moglie Patrizia Bacci Biondi, presidente, e dai figli Niccolò Biondi (amministratore delegato) e Guido Biondi (direttore creativo).